# Siddhanta
Siddhānta est un terme utilisé dans le jaïnisme pour parler des Écritures sacrées. Il se traduit par: tradition, ou, doctrine. Utilisé naturellement sous le sens de doctrine dans le jaïnisme, Siddhānta est le synonyme pour le croyant de Agamas qui veut dire: textes canoniques.
Ce mot est moins utilisé par la branche digambara et fait référence par exemple au Mula Sutra: les textes racines: ceux qui sont appris par les moines-ascètes novices.